# Wydawnictwo im. Konstytucji 3 Maja
Wydawnictwo im. Konstytucji 3 Maja – wydawnictwo podziemne założone we wrześniu 1978 roku.
Do maja 1979 roku wydawnictwem kierował Andrzej Czuma, za sprawy techniczne odpowiadał Paweł Mikłasz, a za dystrybucję – Marian Gołębiewski. Ważną rolę odgrywali też Edward Staniewski i Janusz Krzyżewski. W tym czasie wydawnictwo zajmowało się głównie drukowaniem „Opinii” – pisma ROPCiO. Wykorzystywano offsety i kserografy w firmach państwowych w Warszawie. Za sprawą tajnego współpracownika „Janusz Lewandowski” SB od samego początku kontrolowała działalność wydawnictwa.
W maju 1979 roku wydawnictwem kierował M. Gołębiewski, do którego dołączyli Maciej Grzywaczewski i Wiesław Parchimowicz. Silną pozycję zachował Paweł Mikłasz. W tym czasie Wydawnictwo świadczyło usługi komercyjne różnym grupom opozycyjnym. W połowie 1979 r. oficyna uzyskała pożyczkę od KSS „KOR” (150 tys. złotych) z zastrzeżeniem, by nie pomagać Leszkowi Moczulskiemu. Także w tym okresie SB posiadała informacje o działalności Wydawnictwa od tajnych współpracowników „Janusz Lewandowski”, „Anka” oraz „Andrzej”, a także z podsłuchu.
Kontrolowanie oficyny przez SB przyniosło realne szkody opozycji – likwidację przez SB punktów poligraficznych, przejmowanie przez SB znaczącej części nakładów, trwonienie przez ROPCiO środków finansowych, wydawanie publikacji, które z punktu widzenia SB były mniej szkodliwe, sztuczne wydłużanie cykli wydawniczych, co w przypadku czasopism powodowało ich dezaktualizację.